# Lamina affixa
Lamina affixa sau lama cornoasă este o fâșie îngustă a ependimului aderentă la suprafața superioară a talamusului, și care formează planșeul părții centrale a ventriculului lateral; ea acoperă vena talamostriată și choroidă. Medial lamina affixa se îngustează și formează tenia coroidei (Tenia choroidea).  În creierul embrionar lamina affixa este o parte a peretelui ependimal medial al ventriculului lateral, care în dezvoltarea sa ulterioară devine aderentă la suprafața superioară a talamusului.